# Nampty
Nampty – miejscowość i gmina we Francji, w regionie Hauts-de-France, w departamencie Somma.
Według danych na rok 1990 gminę zamieszkiwało 196 osób, a gęstość zaludnienia wynosiła 38 osób/km² (wśród 2293 gmin Pikardii Nampty plasuje się na 801 miejscu pod względem liczby ludności, natomiast pod względem powierzchni na miejscu 859).